# Химическая экология
Химическая экология — раздел экологии, изучающий последствия прямого и побочного воздействия на окружающую среду химических веществ и возможные пути уменьшения их отрицательного влияния.
У этого термина есть и другие значения: в английской литературе под химической экологией понимают изучение химических взаимодействий между видами в экосистеме. Химик Э. Г. Раков предлагает понимать химическую экологию шире, включая в неё изучение всех химических процессов в экосистемах, в том числе круговоротов веществ.

## Химическое загрязнение
На всех стадиях своего развития человек был тесно связан с окружающей его средой. Но с появлением высокоиндустриального общества влияние человека на природу стало масштабнее и губительнее. И сейчас это привело к глобальной опасности для человечества. Наиболее значительным является химическое загрязнение среды несвойственными ей веществами химической природы.

## Виды химического загрязнения
- химическое загрязнение атмосферы
- химическое загрязнение Мирового океана
- химическое загрязнение почв

Теперь подробнее о каждом пункте.

### Загрязнение атмосферы
Существуют три основных источника загрязнения:
1. промышленность,
2. бытовые котельные,
3. транспорт.

Первое место общепризнанно занимает промышленность.